# 박석기
박석기(朴錫驥, 1900년 ~ 1953년)는 거문고 산조의 대가이다. 전라남도 담양에서 출생하였다. 거문고 산조의 창시자로 알려진 백낙준으로부터 김종기(金宗基)에 이어 신쾌동과 함께 산조를 전수받아 백낙준류 거문고산조를 그의 제자인 한갑득(전무형문화재 제16호 기능보유자)에게 전수시켰다. 갑부의 아들로 동경제국대학 불문학부를 졸업한 수재이며 국제 올림픽에 야구 선수로도 참가한 유능한 운동선수이기도 하다. 일제강점기에서 재능을 발휘하지 않은 채 풍류로 소일하다가 백낙준을 고향으로 초빙하여 극진히 후대하며 산조를 학습하였다. 지실마을(지곡리)에 초당을 짓고, 박동실을 선생으로 초빙하고, 김소희, 한애순, 김녹주, 박후성 등에게 판소리를 배울 수 있는 길을 열어주었다. 1939년 조상선(趙相鮮), 한주환, 김여란, 김소희(金素姬), 임소향(林素香) 등과 함께 화랑창극단을 조직하여 광주와 서울에서 공연을 하였고, 창극 공연때 본인이 거문고산조를 연주하기도 하였다. 김소희와 사이에서 출생한 박윤초 역시 어머니의 뒤를 잇고 있다. 그의 거문고산조는 한갑득류 거문고 산조로 전승되었다.